# Fiat 1050 RC.58I
Il Fiat RA.1050 RC.58I Tifone F era un motore aeronautico 12 cilindri a V rovesciata raffreddato a liquido prodotto dall'azienda italiana Fiat Aviazione durante la seconda guerra mondiale.
Versione italiana costruita su licenza del Daimler-Benz DB 605, era in grado di erogare una potenza pari a 1.475 CV. Equipaggiò dal 1943 i caccia italiani della serie 5. Ne furono prodotti complessivamente circa 1.750 esemplari.

## Storia
Ancora prima dei Macchi e Fiat le Officine Reggiane, che dal 1936 erano entrate a fare parte del gruppo Caproni, tentarono di avviare il processo di passaggio sui caccia italiani dai motori radiali a quelli in linea.

### Sviluppo
Nel giugno 1939, mentre il prototipo del caccia Reggiane Re.2000 stava effettuando il ciclo di messa a punto in attesa di essere trasferito a Guidonia per le prove ufficiali, si prospettò l'opportunità di fare montare sulla cellula del Re.2000 un motore raffreddato ad acqua di fabbricazione tedesca, in sostituzione del motore radiale Piaggio P.XI. Con quel motore, il Daimler-Benz DB 601, si contava di ottenere un incremento delle prestazioni del velivolo grazie, oltre alla maggior potenza disponibile, anche ad una migliore aerodinamica della cofanatura motore a ridotto ingombro frontale.
L'idea, pur non entusiasmando l'ambiente delle Reggiane che vede annullati gli sforzi per allestire la produzione in serie del Re.2000, trovò la sua concreta applicazione nella commessa ufficiale che il Ministero dell'aeronautica trasmise il 20 luglio a Reggio Emilia per la costruzione di un prototipo con un motore raffreddato a liquido. Il nuovo velivolo si sarebbe chiamato Re.2001 Falco II (ma quest'ultimo nome non diventerà mai ufficiale).
Il motore prevedeva il montaggio di un impianto di raffreddamento basato su radiatori subalari. Quando nei primi mesi del 1940 il Re.2001 (MM409) era ormai pronto, viene ordinata la costruzione di un secondo prototipo con ala a tre longheroni e serbatoi indipendenti. La messa a punto del primo esemplare iniziò a partire da giugno, quando Mario de Bernardi portò in volo per la prima volta l'aereo equipaggiato con il nuovo motore (tra il 22 e il 24 giugno). In luglio il Re.2001 passa nelle mani del tenente colonnello Pietro Scapinelli che ne effettua la messa a punto prima del trasferimento in volo a Guidonia (agosto 1940, pilota de Bernardi).
Durante le prove in ditta vengono apportate alcune modifiche alla capottatura motore e alle aperture di raffreddamento.
Anche le prove a Guidonia danno buoni risultati, con un sensibile miglioramento della velocità rispetto al Re.2000, 568 km/h a 5.500 metri e 540 a 4.500 metri, ma queste velocità non saranno mai raggiunte dai velivoli di serie perché i DB 601 nazionali sono meno brillanti dei motori originali.
La Regia Aeronautica confermò così la conversione degli aerei Macchi, autorizzandone la loro costruzione di serie, e quasi contemporaneamente assegnò altri contratti di coproduzione negli stabilimenti di Caproni.

### La produzione
Nel 1942 il motore tedesco DB 605 fu prodotto nelle versioni "A" e "Aa" e la produzione affidata alla Fiat. La produzione di massa iniziò l'anno successivo con la denominazione "Fiat RA 1050 RC 58I Tifone (DB 605A)" equipaggiando i caccia della serie 5.
Furono utilizzati sui seguenti velivoli: Fiat G.55 Centauro, Macchi M.C.205V Veltro, Reggiane 2005 Sagittario, Caproni Ca.331B Raffica, Savoia-Marchetti S.M.91 e Savoia-Marchetti S.M.92 .